# 로크웰 오토메이션
로크웰 오토메이션(Rockwell Automation, Inc.)은 미국의 산업 자동화 및 디지털 트랜스포메이션 기술 제공업체이다. 브랜드로는 앨런-브래들리, 팩토리토크(FactoryTalk) 소프트웨어, 라이프사이클IQ(LifecycleIQ) 서비스가 있다.
밀워키, 위스콘신에 본사를 둔 로크웰 오토메이션은 약 27,000명의 직원을 고용하고 있으며 전 세계 100개 이상의 국가에 고객을 두고 있다.

## 역사

### 초창기
로크웰 오토메이션은 1903년 컴프레션 레오스탯 론치 컴퍼니(Compression Rheostat Launch Company)로 시작했다. 스탠턴 앨런 박사와 린드 브래들리가 1000달러의 초기 투자금으로 설립했다. 1904년, 19세의 해리 브래들리가 형과 함께 사업에 합류했고, 같은 해 세인트루이스 세계 박람회에서 산업용 크레인용 탄소 디스크 압축식 모터 컨트롤러인 회사 최초의 특허 제품이 시연되었다. 1909년, 회사는 앨런-브래들리 컴퍼니(Allen-Bradley Company)로 이름이 변경되었다.
앨런-브래들리는 제1차 세계 대전 중 정부 계약 작업으로 인해 빠르게 확장되었다. 제품 라인은 자동 스타터, 스위치, 회로 차단기, 릴레이 및 기타 전기 장비를 포함하도록 성장했다. 전쟁 후 회사는 급증하는 라디오 산업을 지원하기 위해 소형 레오스탯 사업을 성장시켰다. 1920년대 중반까지 회사 매출의 거의 50%가 라디오 부서에서 나왔다. 1929년에는 회사 매출이 3백만 달러로 기록을 경신했다.
1932년, 대공황이 시작되면서 회사는 기록적인 손실을 기록했다. 직원을 감축하고 임금을 50% 삭감했다. 이 기간 동안 린드 브래들리는 "대공황에서 회사를 발전시키기" 위한 공격적인 연구 개발 접근 방식을 지지했다. 1937년까지 앨런-브래들리의 고용은 대공황 이전 수준으로 회복되었고 회사 매출은 거의 4백만 달러로 사상 최고치를 기록했다.

### 20세기 중반-후반
제2차 세계 대전은 전례 없는 생산 수준을 이끌었으며, 회사 주문의 80%가 전쟁 관련이었다. 전시 주문은 두 가지 광범위한 제품 라인에 집중되었다. 즉, 생산 속도를 높이는 산업용 제어 장치와 다양한 군사 장비에 사용되는 전기 부품 또는 라디오 부품이었다. 앨런-브래들리는 전시 생산 요구를 충족하기 위해 1940년대에 여러 번 시설을 확장했다. 프레드 룩이 사장으로, 해리 브래들리가 회장으로 재직하면서 회사는 1947년에 100만 달러 규모의 2년 확장 프로젝트를 시작했다. 회사는 1950년대와 1960년대에 앨런-브래들리 시계탑을 포함하여 밀워키 시설에 추가 확장을 완료했다.
1970년대에 회사는 생산 시설과 시장을 확장하고 1980년대에는 글로벌 기업으로 진입했다. 1981년, 회사는 새로운 프로그래머블 로직 컨트롤러 라인을 출시했다.
1985년, 로크웰 인터내셔널은 앨런-브래들리를 16억 5100만 달러에 인수했다. 이는 현재까지 위스콘신 역사상 가장 큰 인수였다. 사실상 앨런-브래들리는 로크웰의 산업 자동화 부문을 인수한 셈이다.
1990년대에는 회사 소프트웨어 사업의 시작을 포함하여 지속적인 기술 개발이 이루어졌다. 로크웰 인터내셔널은 1990년대에 제조 소프트웨어 및 기술인 파워플렉스(PowerFlex)를 개발했다. 로크웰 인터내셔널은 또한 릴라이언스 일렉트릭(Reliance Electric)과 닷지(Dodge)로 구성된 전력 시스템 사업을 인수했다. 이 두 브랜드는 제어 시스템 브랜드인 앨런-브래들리 및 로크웰 소프트웨어와 결합되어 로크웰 오토메이션으로 판매되었다.

### 21세기

이전 로고

2001년, 로크웰 인터내셔널은 두 회사로 분할되었다. 산업 자동화 부문은 로크웰 오토메이션이 되었고, 항공전자 부문은 로크웰 콜린스가 되었다. 분할은 로크웰 오토메이션이 로크웰 인터내셔널의 법적 후계자가 되고, 로크웰 콜린스는 분사되는 방식으로 구성되었다. 로크웰 오토메이션은 로크웰 인터내셔널의 주가 역사를 유지하며 "ROK"라는 티커 심볼로 뉴욕 증권거래소에서 계속 거래된다.
2007년, 릴라이언스 일렉트릭 드라이브(Reliance Electric Drives)와 닷지 베어링스(Dodge Bearings)가 회사에서 분사되었다.
2019년 2월, 로크웰 오토메이션과 슐룸베르거는 합작 투자를 통해 석유 및 가스 산업 최초의 완전 통합 자동화 솔루션 제공업체인 센시아(Sensia)를 설립했다. 로크웰은 나중에 제조 분야의 준비 및 인식 증진을 돕기 위해 ISA 글로벌 사이버보안 얼라이언스(ISA Global Cybersecurity Alliance)의 창립 회원으로 발표되었다.
또 다른 파트너십은 2019년 11월 액센츄어의 인더스트리 X와 함께 더 큰 산업 공급망 최적화를 제공하기 위해 체결되었다. 시뮬레이션 소프트웨어 제공업체 앤시스와 로크웰 오토메이션도 고객이 제품, 프로세스 및 제조의 시뮬레이션 기반 디지털 트윈을 설계하는 데 도움을 주기 위해 제휴했다.
2023년 5월, 월스트리트 저널은 로크웰 오토메이션이 다롄에 있는 회사 직원을 통해 중국 정부가 소프트웨어에 잠재적으로 접근한 것과 관련하여 미국 연방 수사를 받고 있다고 보도했다.

## 사업 운영
2021년, 로크웰 오토메이션은 조직 구조를 인텔리전트 디바이스(Intelligent Devices), 소프트웨어 & 제어(Software & Control), 라이프사이클 서비스(Lifecycle Services)의 세 가지 운영 부문으로 조정했다.
로크웰 오토메이션은 세 가지 주요 사업 운영 영역을 가지고 있다.
앨런-브래들리—안전, 감지, 산업, 전력 및 모션 제어를 위한 자동화 부품 및 통합 제어 시스템.
팩토리토크—시스템 설계, 운영, 공장 유지 보수 및 분석을 포함한 고급 산업 응용 프로그램을 지원하는 소프트웨어.
라이프사이클IQ 서비스—제조 작업을 연결, 보안, 이동 및 확장하는 데 도움이 되는 서비스.

## 같이 보기
- 앨런-브래들리
- 앨런-브래들리 시계탑
- 기술자 교육
- 레트로 엔카블레이터